# Baker (krater)
För andra betydelser, se Baker.
Baker är en nedslagskrater med en diameter på 109 kilometer, på planeten Venus. Baker har fått sitt namn efter den amerikanska dansdaren Joséphine Baker.